# بمب‌گذاری ۲۰۲۳ مسجد پیشاور
بمب‌گذاری مسجد پیشاور در سال ۲۰۲۳ در ۳۰ ژانویه ۲۰۲۳ رخ داد. در این بمب‌گذاری انتحاری مهاجم درون مسجدی در منطقهٔ خطوط پلیس پیشاور، خیبر پختونخوا، پاکستان، بمب را در حین نماز ظهر منفجر کرد و دست کم ۱۰۰ نفر را کشت و بیش از ۲۲۰ نفر را مجروح کرد.

## پیشینه
از سال ۲۰۰۴، حملات اسلام‌گرایان، به جنگ بین شورشیان اسلام‌گرا و دولت پاکستان در شمال غرب پاکستان تبدیل شد. جنگ در سال ۲۰۱۷ به یک درگیری سطح پایین کاهش یافت. حملات بسیاری از شورشیان در پیشاور، که پایتخت و بزرگ‌ترین شهر خیبر پختونخوا در شمال غربی پاکستان است، انجام شده‌است. از جمله مواردی که در مساجد در سال‌های ۲۰۱۳، ۲۰۱۵ و ۲۰۲۲ انجام شده‌است.

## عوامل
در پی این بمب‌گذاری، عمر مکرم خراسانی، امیر فعلی جناح «جماعت الاحرار» و یکی از اعضای شورای رهبری تحریک طالبان پاکستان (TTP) مسئولیت این بمب‌گذاری را بر عهده گرفت. او گفت که این بمب‌گذاری برای انتقام مرگ عمر خالد خراسانی، برادر، بنیانگذار و رهبر سابق جناح انجام شد. سربکف مهمند از شعبه تحریک طالبان پاکستان تأیید کرد که بمب افکن حذیفه نام داشت و ۲۵ سال سن داشت و به زودی عکسی از بمب‌گذار با جزئیات بیشتر منتشر خواهند کرد.
متعاقباً، گروه اصلی TTP، از طریق سخنگوی خود، دخالت خود را رد کرد.